# Teodosio Vesteiro Torres

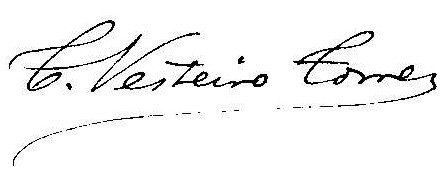

Teodosio Vesteiro Torres (Vigo, Pontevedra, Galícia - Madrid, 11 de juny de 1876) fou un escriptor i músic gallec.
El 1860, en el Seminari de Tui, va guanyar per oposició la primera beca de gràcia, acabant el 1870 la carrera fins al doctorat de filosofia i teologia, i va merèixer en totes les assignatures la nota d'excel·lent. Als 21 anys ja havia estat nomenat bibliotecari d'aquell establiment d'ensenyança, ordenant i classificant 6.000 volums i posant-los en estat de servir al públic. Sent encara un col·legial se li conferí una càtedra d'humanitats i en el curs de 1869 a 1870 assolí anivellar els alumnes de primer any de llatí amb els de segon pel mètode ollendorfià.
Arribat el moment de rebre les ordes sagrades dimití de la seva càtedra i desistí d'ordenar-se, no sentint-se amb suficient vocació per la carrera eclesiàstica, no obstant el seu accentuat fervor religiós. Guiat per les seves aficions artístiques, el 1871 es traslladà a Madrid, dedicant-se a l'ensenyança musical, i allà publicà sis melodies per a cant i piano titulades Flores de soledad, que immediatament assoliren una segona edició. Com a músic havia rebel·lat des de la infància les seves excepcional aptituds, escrivint als dotze anys irreprotxables composicions, als tretze una sarsuela i dirigint als disset anys l'orquestra de la Catedral. En aquell temps va compondre un gran nombre de Scherzos per a piano, cant i petita orquestra i una sarsuela entres actes.
A Madrid publicà un volum de poesies titulat Versos (1874), i la seva obra Galeria de gallegos il·lustres, amb 5 Volums. Així mateix, fundà una societat titulada La Galicia Literaria, a la qual van pertànyer, entre d'altres, l'il·lustre poeta Manuel Curros Enríquez, el festiu escriptor Luis Taboada, els poetes Francisco Añón Paz i Andrés Muruais i els literats Gómez Quintero, Victoriano Novo, Arturo Vázquez Núñez, Vázquez Reyes, Núñez Canto i Peña Rucabado. Els treball llegits en aquesta societat es troben per disposició del fundador, en la Biblioteca de la Universitat de Santiago.

Després d'una breu estança en la seva vila nadiua retorna a la cort madrilenya, posant fi a la seva existència l'11 de juny de 1876. Dies abans sens dubte pensant ja en la seva fatal resolució, esquinçà els treballs de la seva joventut, entre d'altres, una sarsuela (lletra i música), dos poemes, dues llegendes, i gran nombre de poesies i obres musicals. En una admirable carta del seu fins llavors amic inseparable Curros Enríquez, deia:
| « | <Moriré creient en Déu i confiant en la seva misericòrdia, estimant la meva pàtria com sempre, a la meva família, els meus amics i paisans i companys de lletres...> | » |

El 1896 la Biblioteca Gallega de Martínez Salazar publicà les obres pòstumes de Vesteiro Torres: un tom titulat Recuerdos de Galicia i un altre de Poesias. Les poesies de Vesteiro Torres es distingeixen especialment pel seu lirisme, el seu sentiment i per la seva unció religiosa. En aquest últim sentit són admirables les titulades Dios, A la religión, i La Virgen de Crespi.